# Fred Hall (Politiker)
Frederick Lee „Fred“ Hall (* 24. Juli 1916 in Dodge City, Kansas; † 18. März 1970 in Shawnee, Kansas) war ein US-amerikanischer Jurist und Politiker und von 1955 bis 1957 der 33. Gouverneur des Bundesstaates Kansas.

## Frühe Jahre und politischer Aufstieg
Fred Hall besuchte die High School seiner Heimatgemeinde Dodge City. Dort bekam er aufgrund seiner Leistungen ein Stipendium für die University of Southern California, wo er auch Jura studierte. Während des Zweiten Weltkrieges meldete sich Hall freiwillig zum Militär, wurde aber wegen fehlender Tauglichkeit nicht genommen. Stattdessen nahm er eine Verwaltungsstelle im Großen Generalstab (Combined Chiefs of Staff) in Washington, D.C. an. Dort blieb er von 1942 bis 1944. Anschließend war er in Topeka und Dodge City als Anwalt tätig. Zwischen 1947 und 1949 war er Bezirksstaatsanwalt im Ford County. Im Jahr 1950 wurde der Republikaner Hall zum Vizegouverneur von Kansas gewählt. Er war damit vier Jahre lang der Stellvertreter von Gouverneur Edward F. Arn. Im Jahr 1954 wurde er selbst gegen den Demokraten George Docking zum neuen Gouverneur gewählt.

## Gouverneur von Kansas
Halls zweijährige Amtszeit begann am 10. Januar 1955. In dieser Zeit wurde das Schulsystem verbessert. Es wurde eine Kommission zur Trinkwasseraufbereitung ins Leben gerufen und die Zulassungsgebühren für größere LKWs wurden erhöht. Ein Gesetz zu Gunsten der Arbeitnehmer, die sogenannte „Right to Work Bill“, wurde durch ein Veto des Gouverneurs zu Fall gebracht.
Die Amtszeit Halls endete kurios und etwas skandalös. In den Vorwahlen der Republikaner zur Gouverneurswahl von 1956 wurde er von Warren Shaw geschlagen. Dieser aber verlor die eigentlichen Wahlen dieses Jahres gegen den Demokraten George Docking. Zu diesem Zeitpunkt war der Oberste Richter von Kansas, Bill Smith, schwer erkrankt und dachte über einen Rücktritt nach. Smith war ein Anhänger und Freund von Gouverneur Hall und machte sich Sorgen, dass der neu gewählte Gouverneur Docking nach seinem Rücktritt einen Demokraten zum neuen Obersten Richter ernennen könnte. Nun entwickelten Gouverneur Hall und sein Stellvertreter John McCuish einen Plan, wie man dies verhindern konnte. Dem Plan folgend trat Smith am 31. Dezember 1956 vom Amt des Obersten Richters zurück. Ihm folgte am 3. Januar 1957 Gouverneur Hall mit seinem Rücktritt, der gerade einmal elf Tage vor Ablauf seiner Amtszeit erfolgte. Entsprechend der Verfassung wurde nun McCuish für die verbleibenden elf Tage Gouverneur von Kansas. Dessen erste und einzige Amtshandlung war die Ernennung seines Vorgängers Hall zum neuen Obersten Richter. Diese Vorgehensweise war juristisch und politisch korrekt, aber es hatte einen negativen Beigeschmack. Viele Kritiker verurteilten dieses Vorgehen als unmoralisch und unethisch.

## Weiterer Lebenslauf
Fred Hall blieb bis 1958 Oberster Richter am Kansas Supreme Court. In diesem Jahr trat er von dem Amt zurück, um sich erneut um das Amt des Gouverneurs zu bewerben. Die Kandidatur blieb erfolglos. Danach zog er sich aus der Politik zurück. Er zog nach Kalifornien, wo er für die Aero General Corporation arbeitete. Später kehrte er nach Kansas zurück und setzte seine Anwaltstätigkeit fort. Ex-Gouverneur Hall starb im März 1970 und wurde in Dodge City begraben.